# Adem Bona
Adem Bona Okoro (nascido Ikechukwu Stanley Okoro; Lagos, 28 de março de 2003) é um jogador nigeriano-turco de basquete profissional que atualmente joga no Philadelphia 76ers na National Basketball Association (NBA).
Ele jogou basquete universitário pelo UCLA Bruins e foi selecionado pelos 76ers na segunda rodada do draft da NBA de 2024.

## Início da vida e carreira
Adem Bona Okoro nasceu como Ikechukwu Stanley Okoro em Lagos, Nigéria, sendo o mais jovem de cinco filhos. Cresceu jogando futebol como meio-campista, mas mudou para o basquete devido à sua altura. Muitas vezes, jogava basquete com cestas improvisadas em campos, às vezes sem bola. Okoro jogou por cerca de um ano quando um vídeo dele chamou a atenção do treinador turco Türkay Çakıroğlu, que entrou em contato com o treinador do Istanbul Basket, Nevzat Özdemir. Aos 13 anos, Bona se mudou para a Turquia, deixando sua família para trás, e iniciou sua carreira no Istanbul Basket. Em fevereiro de 2019, ele se transferiu para o Pınar Karşıyaka, onde continuou competindo no nível juvenil.
Em 30 de outubro de 2019, Bona fez sua estreia profissional pelo Pınar Karşıyaka, jogando um minuto na vitória por 77–57 sobre o Donar na Copa Europeia da FIBA. Em 16 de novembro, ele estreou na Liga Turca, marcando dois pontos na vitória por 84–55 sobre o Galatasaray.

## Carreira no ensino médio
Em 18 de setembro de 2020, foi anunciado que Bona continuaria sua carreira no Prolific Prep em Napa, Califórnia.
Bona foi um recrutado consensualmente de cinco estrelas e um dos principais jogadores da classe de 2022, de acordo com os principais serviços de recrutamento. Em 1º de novembro de 2021, ele se comprometeu a jogar basquete universitário pela UCLA.

## Carreira universitária
Como calouro em UCLA na temporada de 2022–23, Bona melhorou após cerca de um mês enfrentando problemas com faltas e passes errados. Em 2 de janeiro de 2023, ele foi nomeado Calouro da Semana da Pac-12 após marcar a cesta decisiva em uma vitória de virada contra o Washington State além de 18 pontos e três bloqueios. Ele conquistou consecutivos prêmios de Calouro da Semana após pegar 10 rebotes e fazer dois bloqueios, ajudando na vitória sobre USC. Em 2 de março, Bona teve um recorde pessoal de 11 rebotes contra Arizona State. No torneio da Pac-12 de 2023, ele lesionou o ombro esquerdo nas semifinais contra Oregon. Ele perdeu a final contra Arizona, que derrotou UCLA pelo título.
Na temporada, Bona foi titular em 32 jogos e teve médias de 7,7 pontos e 5,3 rebotes em 22,9 minutos, liderando a equipe com 57 bloqueios. Ele converteu 67,5% dos seus arremessos de quadra, o que o colocou em segundo lugar na Pac-12. Foi nomeado para as equipes de novatos e defensiva da Pac-12 e foi eleito o Calouro do Ano da Pac-12. Após a temporada, ele declarou sua inscrição no draft da NBA de 2023, mantendo sua elegibilidade universitária. Após uma cirurgia para reparar um labrum rompido em abril, o que o impediu de participar de treinos individuais antes do draft, Bona retirou sua inscrição do draft.
Enquanto se recuperava de sua lesão, Bona adicionou um arremesso de média distância e movimentos no post ao seu jogo ofensivo. Ele não jogou na turnê da equipe pela Espanha. Na estreia da temporada de 2023–24, ele teve 28 pontos, recorde da carreira, 9 rebotes e quatro bloqueios na vitória por 75–44 sobre Saint Francis.
Bona foi nomeado para a Primeira-Equipe e eleito o Jogador Defensivo do Ano da Pac-12. Ele teve médias de 12,4 pontos, 5,9 rebotes e 1,8 bloqueios, mas continuou a enfrentar problemas com faltas. Após a temporada, Bona anunciou que deixaria UCLA e se declararia para o draft da NBA. Ele terminou sua carreira com 115 bloqueios, o que o colocou em sexto lugar na história da universidade.

## Carreira profissional

### Philadelphia 76ers (2024–presente)
Em 21 de julho de 2024, Bona foi selecionado pelo Philadelphia 76ers como a 41ª escolha geral do draft da NBA de 2024. Em 23 de outubro de 2024, ele fez sua estreia na NBA em uma derrota por 124–109 para o Milwaukee Bucks.

## Carreira na seleção
No EuroBasket Sub-16 de 2019, em Udine, Bona teve médias de 14,1 pontos, 10,3 rebotes e quatro bloqueios, liderando a Seleção Turca ao quinto lugar. Ele ficou em segundo lugar no torneio em rebotes e bloqueios e foi nomeado para a Equipe do Torneio.

## Vida pessoal
Em abril de 2018, Okoro se tornou cidadão turco e oficialmente alterou seu nome para Adem Bona. Ele se nomeou em homenagem a Adão, figura importante no Islã.

## Estatísticas da carreira

### Universitário
| Ano      | Equipe   | PJ | PT | MPJ  | AP   | 3P   | LL   | RT  | AS  | BR  | TO  | PPJ  |
| -------- | -------- | -- | -- | ---- | ---- | ---- | ---- | --- | --- | --- | --- | ---- |
| 2022–23  | UCLA     | 33 | 32 | 22.9 | .675 | —    | .573 | 5.3 | .7  | .6  | 1.7 | 7.7  |
| 2023–24  | UCLA     | 33 | 33 | 26.5 | .588 | .000 | .696 | 5.9 | 1.2 | 1.1 | 1.8 | 12.4 |
| Carreira | Carreira | 66 | 65 | 24.7 | .631 | .000 | .634 | 5.6 | .9  | .8  | 1.7 | 10.0 |

Fonte: